# La Maliciosa
La Maliciosa är ett berg i Spanien.   Det ligger i provinsen Provincia de Madrid och regionen Madrid, i den centrala delen av landet, 40 km nordväst om huvudstaden Madrid. Toppen på La Maliciosa är 2 207 meter över havet, eller 131 meter över den omgivande terrängen. Bredden vid basen är 1,1 km.
Terrängen runt La Maliciosa är huvudsakligen kuperad, men österut är den bergig.Runt La Maliciosa är det ganska tätbefolkat, med 90 invånare per kvadratkilometer. Närmaste större samhälle är Collado-Villalba, 15,0 km söder om La Maliciosa. Trakten runt La Maliciosa består i huvudsak av gräsmarker.